# 菲尔登
菲尔登是德国下萨克森州的一个市镇。总面积21.30平方公里，总人口801人，其中男性419人，女性382人（2011年12月31日），人口密度38人/平方公里。